# Де Натрис, Ян
Йоханнес Даниэл (Ян) де Натрис (нидерл. Johannes Daniël "Jan" de Natris; 13 ноября 1895, Амстердам — 16 сентября 1972, Амстердам) — нидерландский футболист, игравший на позиции крайнего нападающего.

## Ранние годы
Йоханнес Даниэл де Натрис родился в Амстердаме в семье Йоханнеса Хенрикюса де Натриса и его жены Бертины Элизабет Хейкамп. Его отец был родом из Валре, а мать — из Неймегена; поженившись в Роттердаме, они некоторое время жили в Дордрехте, а затем переехали в Амстердам.
Ян был единственным сыном в семье — у него была старшая сестра Маргарета Йоханна и младшая Мария Йоханна Гордина Христина, которая умерла в возрасте пяти лет в 1909 году; ещё четверо детей де Натрисов умерли в младенчестве, прожив не более двух месяцев.

## Клубная карьера
В возрасте шестнадцати лет де Натрис стал членом футбольного клуба «Свифт», основанного в феврале 1910 года. Ян выступал за первый состав, а также участвовал в легкоатлетических соревнованиях Амстердамского футбольного союза. В августе 1913 года он перешёл в «Блау Вит», но так и не дебютировал за основной состав — играл только за вторую команду.
В ноябре 1914 года де Натрис был принят в «Аякс», который на тот момент выступал во втором классе Нидерландов. Ян дебютировал 29 ноября в матче против клуба ДЕК, сыграв на правом фланге атаки; встреча завершилась победой «красно-белых» со счётом 2:0. В том сезоне он выступал в основном за второй состав «Аякса».
В июне 1918 года, когда «Аякс» обеспечил себе чемпионское звание, команда отправилась в Тилбург, где должен был состояться последний матч первенства, но де Натрис опоздал на поезд, и решил не ехать в Тилбург, за это на него был наложен штраф в 10 центов. В следующий сезон он получил шестимесячный запрет на выступлении в клубе, но «Аякс» и без него преуспел, сохранив титул чемпионов страны сезона 1918/1919, выиграв все матчи, эта серия побед в подряд была повторена 76 лет спустя. Покинув «Аякс», Де Натрис так же выступал за клубы «Де Спартан» и «Витесс», но вскоре вернулся в «Аякс», где и завершил свою карьеру в 1929 году.

## Сборная Нидерландов
Дебют де Натриса в сборной Нидерландов состоялся 5 апреля 1920 года, в матче против сборной Дании, закончившийся поражение Дании со счётом 2:0, один из голов забил де Натрис. Ян был игроком олимпийской сборной Нидерландов на летних олимпийских игр 1920 года, проходящий в бельгийском городе Антверпен. Нидерландцы дошли до полуфинала, где уступили будущему олимпийскому чемпиону сборной Бельгии, со счётом 3:0. Ян был также участником олимпиады 1924 года в Париже, но результат четырёхлетней давности повторился, сборная Нидерландов дошла до полуфинала, где уступила Уругваю 2:1, будущему победителю олимпийского турнира.

## Личная жизнь
Де Натрис женился в возрасте двадцати пяти лет. Его избранницей стала 20-летняя Катарина Алберта Кнейн, уроженка Амстердама. Их брак был зарегистрирован 18 мая 1921 года в Амстердаме.
Ян умер 16 сентября 1972 года в возрасте 76 лет. Через несколько дней он был кремирован.

## Статистика

### Матчи де Натриса за сборную Нидерландов
| Матчи де Натриса за сборную Нидерландов | Матчи де Натриса за сборную Нидерландов | Матчи де Натриса за сборную Нидерландов | Матчи де Натриса за сборную Нидерландов | Матчи де Натриса за сборную Нидерландов | Матчи де Натриса за сборную Нидерландов |
| --------------------------------------- | --------------------------------------- | --------------------------------------- | --------------------------------------- | --------------------------------------- | --------------------------------------- |
| №                                       | Дата                                    | Соперник                                | Счёт                                    | Голы де Натриса                         | Соревнование                            |
| 1                                       | 5 апреля 1920                           | Дания                                   | 2:0                                     | 1                                       | Товарищеский матч                       |
| 2                                       | 13 мая 1920                             | Италия                                  | 1:1                                     | —                                       | Товарищеский матч                       |
| 3                                       | 16 мая 1920                             | Швейцария                               | 1:2                                     | 1                                       | Товарищеский матч                       |
| 4                                       | 28 августа 1920                         | Люксембург                              | 3:0                                     | —                                       | Олимпийские игры 1920                   |
| 5                                       | 29 августа 1920                         | Швеция                                  | 5:4                                     | 1                                       | Олимпийские игры 1920                   |
| 6                                       | 31 августа 1920                         | Бельгия                                 | 0:3                                     | —                                       | Олимпийские игры 1920                   |
| 7                                       | 28 марта 1921                           | Швейцария                               | 2:0                                     | —                                       | Товарищеский матч                       |
| 8                                       | 8 мая 1921                              | Италия                                  | 2:2                                     | —                                       | Товарищеский матч                       |
| 9                                       | 15 мая 1921                             | Бельгия                                 | 1:1                                     | —                                       | Кубок Ванден Абеле 1921                 |
| 10                                      | 13 ноября 1921                          | Франция                                 | 5:0                                     | —                                       | Товарищеский матч                       |
| 11                                      | 26 марта 1922                           | Бельгия                                 | 0:4                                     | —                                       | Кубок Ванден Абеле 1922                 |
| 12                                      | 23 марта 1924                           | Бельгия                                 | 1:1                                     | —                                       | Товарищеский матч                       |
| 13                                      | 21 апреля 1924                          | Германия                                | 0:1                                     | —                                       | Товарищеский матч                       |
| 14                                      | 27 апреля 1924                          | Бельгия                                 | 1:1                                     | —                                       | Кубок Ванден Абеле 1924                 |
| 15                                      | 27 мая 1924                             | Румыния                                 | 6:0                                     | 1                                       | Олимпийские игры 1924                   |
| 16                                      | 2 июня 1924                             | Ирландия                                | 2:1                                     | —                                       | Олимпийские игры 1924                   |
| 17                                      | 6 июня 1924                             | Уругвай                                 | 1:2                                     | —                                       | Олимпийские игры 1924                   |
| 18                                      | 9 июня 1924                             | Швеция                                  | 1:3                                     | —                                       | Олимпийские игры 1924                   |
| 19                                      | 2 ноября 1924                           | ЮАР                                     | 2:1                                     | 1                                       | Товарищеский матч                       |
| 20                                      | 29 марта 1925                           | Германия                                | 2:1                                     | —                                       | Товарищеский матч                       |
| 21                                      | 19 апреля 1925                          | Швейцария                               | 1:4                                     | —                                       | Товарищеский матч                       |
| 22                                      | 3 мая 1925                              | Бельгия                                 | 5:0                                     | —                                       | Товарищеский матч                       |
| 23                                      | 25 октября 1925                         | Дания                                   | 4:2                                     | —                                       | Товарищеский матч                       |

Итого: 23 матча / 5 голов; 11 побед, 5 ничьих, 7 поражений.

## Достижения
«Аякс»
- Чемпион Нидерландов: 1917/18, 1918/19
- Обладатель кубка Нидерландов: 1917

Сборная Нидерландов
- Бронзовый призёр Олимпийских игр 1920 года